# 横浜市立中沢小学校
横浜市立中沢小学校（よこはましりつ なかざわしょうがっこう）は、神奈川県横浜市旭区にある公立小学校。

## 沿革
- 1970年 - 横浜市立二俣川小学校中沢分校として発足[1]
- 1971年 - 横浜市立中沢小学校として独立開校。創立記念日（10月15日）制定[1]
- 1974年 - 校旗・校章制定[1]
- 1975年 - 体育館完成[1]
- 1978年 - 校歌制定[1]

## アクセス
電車
相鉄線 二俣川駅 下車
バス
二俣川北口－相鉄バス「3番乗場」より
「旭高校」行きまたは「金が谷」行き（乗車時間10分）
「ニュータウン第四」下車 徒歩4分

## 出身者
- 机龍之介（スカッシュ選手）[3]